# Elektromagnetismus
Elektromagnetismem se rozumí soubor jevů, ve kterém se projevuje vzájemná souvislost elektřiny a magnetismu. Elektromagnetismem se také může myslet oblast fyziky, která tyto jevy zkoumá, případně přímo teorie elektromagnetického pole, která elektromagnetické jevy vysvětluje.
Z abstraktnějšího pohledu podle standardního modelu je elektromagnetismus projevem jedné ze čtyř základních interakcí (elektromagnetické interakce).
Dynamickým působením elektromagnetického pole na pohyb nabitých částic se zabývá odvětví fyziky označované někdy jako elektrodynamika.

## Elektrické a magnetické pole z klasického pohledu
Elektromagnetické pole se klasicky popisuje složením dvou polí: elektrického a magnetického. Tato pole jsou ovlivňována částicemi s elektrickým nábojem a jsou jimi a jejich pohybem přímo definována. Elektrické pole vzniká v okolí elektricky nabitých částic, magnetické pole zpravidla vzniká pohybem elektrických nábojů (např. elektrického proudu tekoucího drátem) a jeho důsledkem je také magnetická síla tvořená magnety.
Termín elektromagnetismus označuje fakt, že elektrické a magnetické pole jsou úzce spojená a za mnohých okolností (obzvláště v teorii relativity) je vůbec nelze oddělit. Např. kromě toho, že pohybem elektrického náboje vzniká magnetické pole, také změna magnetického pole generuje elektrické pole; tento jev se označuje jako elektromagnetická indukce a je základem funkce elektrických generátorů či transformátorů.

## Elektromagnetická síla
Síla, kterou elektromagnetické pole působí na elektricky nabité částice a jejich vázané soustavy (fyzikální tělesa), je projevem elektromagnetické interakce, jedné ze čtyř základních interakcí podle standardního modelu částic a interakcí. Ukazuje se, že elektromagnetická interakce je (kromě gravitace) téměř výlučně odpovědna za prakticky všechny jevy pozorované v každodenním životě, ať už je lze chápat jako výsledek elektrického či magnetického silové působení v klasickém makroskopickém popisu, či projevy kvantových jevů popisovaných kvantovou teorií pole. Skoro všechny interakce mezi atomy jsou způsobeny elektromagnetickou sílou působící na elektricky nabité protony a elektrony v atomech. Sem patří i síla, kterou libovolné pevné těleso klade odpor proti vniknutí jiného tělesa (a kterou člověk vnímá dotykem), ale také všechny formy chemických jevů, které vznikají z interakcí mezi elektronovými orbitaly. Ryze kvantovým jevem řízeným elektromagnetickou interakcí je anihilace elektronu a pozitronu, prakticky využívaná v pozitronové emisní tomografii. Rovněž světlo a další druhy elektromagnetického záření jsou v klasickém popisu poruchou v elektromagnetickém poli, která se šíří prostorem, tedy elektromagnetickým vlněním. Všechny optické jevy jsou tedy vlastně elektromagnetického původu. V kvantovém popisu je interakce světla s částicemi látky popisována jako interakce proudu fotonů, kvant elektromagnetické interakce, a dává tak dobré vysvětlení k jevům jako fotoelektrický jev, který je podstatou výroby elektřiny v solárních elektrárnách.

## Původ teorie elektromagnetismu
Na kvantitativní teorii elektromagnetismu, známé jako klasický elektromagnetismus, pracovalo během 19. století větší množství fyziků, toto snažení kulminovalo v experimentálních objevech Michaela Faradaye a teoretické práci Jamese Clerka Maxwella, který předešlý vývoj shrnul a zobecnil do jednotné teorie a objevil elektromagnetickou povahu světla. V klasickém elektromagnetismu se elektromagnetické pole řídí sadou rovnic známých jako Maxwellovy rovnice a elektromagnetická síla je daná Lorentzovým silovým zákonem.
Klasický elektromagnetismus je (sadou svých transformačních vztahů) neslučitelný s klasickou mechanikou. Zatímco Maxwellovy rovnice jsou invariantní vůči Lorentzově transformaci, klasická mechanika je invariantní vůči Galileově transformaci. Z toho také vyplývá, že podle Maxwellových rovnic je rychlost světla univerzální konstanta, která je příslušným vztahem propojena s elektrickou permitivitou a magnetickou permeabilitou vakua.
Jedním způsobem, jak uvést tyto dvě teorie v soulad, je předpoklad existence světlonosného éteru, kterým se světlo šíří podobně jako (mechanické) vlnění na hladině rybníka. Následné experimenty (mezi nejslavnější patří Michelsonův pokus) však nedokázaly přítomnost éteru detekovat.
V roce 1905 Albert Einstein problém vyřešil uvedením speciální teorie relativity, která nahradila klasickou kinematiku novou teorií, která je kompatibilní s klasickým elektromagnetismem. V této teorii vystupují magnetické a elektrické pole jako formy obecného elektromagnetického pole a mohou na sebe (z pohledu různých pozorovatelů) navzájem přecházet.

## Problémy klasického elektromagnetismu
V jiné práci, publikované ve stejném roce, však Einstein zpochybnil samotné základy klasického elektromagnetismu. Jeho teorie fotoelektrického jevu předpokládala, že světlo se nešíří jako vlnění elektromagnetického pole, ale může existovat ve formě částic, diskrétních kvant, později nazývaných fotony. Einsteinova teorie fotoelektrického jevu byla v souladu s představami, které se objevily v navrženém řešení tzv. ultrafialové katastrofy, které představil Max Planck v roce 1900. Ve své práci Planck předpokládal, že elektromagnetické vyzařování těles probíhá po diskrétních kvantech, což vede ke konečné celkové energii. Tato představa byla v přímém protikladu s klasickým pohledem na světlo jako spojitou vlnu. Planckova a Einsteinova teorie následně vedly ke kvantové mechanice, která byla formulována v roce 1925. Na jejím základě byla kolem roku 1940 dokončena nová kvantově mechanická teorie elektromagnetismu; tato teorie se označuje jako kvantová elektrodynamika („QED“) a je jednou z nejpřesnějších fyzikálních teorií.

## Související jednotky SI
| Název                        | Symbol | Rozměr                | Veličina                         |
| ---------------------------- | ------ | --------------------- | -------------------------------- |
| ampér (základní jednotka SI) | A      | A                     | Proud                            |
| coulomb                      | C      | A·s                   | Náboj                            |
| volt                         | V      | J/C = kg·m2·s−3·A−1   | Potenciál, napětí                |
| ohm                          | Ω      | V/A = kg·m2·s−3·A−2   | Odpor, Impedance, Reaktance      |
| ohm metr                     | Ω·m    | kg·m3·s−3·A−2         | Rezistivita                      |
| farad                        | F      | C/V = kg−1·m−2·A2·s4  | Kapacita                         |
| farad na metr                | F/m    | kg−1·m−3·A2·s4        | Permitivita                      |
| reciproký farad              | F−1    | kg1·m2·A−2·s−4        | Elastance                        |
| siemens                      | S      | Ω−1 = kg−1·m−2·s3·A2  | Vodivost, admitance, susceptance |
| siemens na metr              | S/m    | kg−1·m−3·s3·A2        | Konduktivita                     |
| weber                        | Wb     | V·s = kg·m2·s−2·A−1   | Magnetický tok                   |
| tesla                        | T      | Wb/m2 = kg·s−2·A−1    | Magnetická indukce               |
| ampér na metr                | A/m    | m−1·A                 | Intenzita magnetického pole      |
| henry                        | H      | V·s/A = kg·m2·s−2·A−2 | Indukčnost, permeance            |
| reciproký henry              | H−1    | kg−1·m−2·s2·A2        | Reluktance                       |
| henry na metr                | H/m    | kg·m·s−2·A−2          | Permeabilita                     |